# John Galayda
John Nicolas Galayda (* 1948) ist ein US-amerikanischer Physiker.
Galayda erhielt 1970 den BS an der Lehigh University und 1977 den PhD für Physik an der Rutgers University. Von 1977 bis 1990 arbeitete er am Brookhaven National Laboratory. Von 1990 bis 1999 war er Direktor am SLAC für die Advanced Photon Source Accelerator Systems Division. Er ist aktuell Direktor des Linac Coherent Light Source II Projekts am SLAC.
2013 erhielt Galayda den Robert R. Wilson Prize für seine führende Rolle bei der Linac Coherent Light Source sowie Beiträge zur Advanced Photon Source und der National Synchrotron Light Source.

## Auszeichnungen
- Phi Beta Kappa
- 1996: Fellow der American Physical Society
- 2012: Free-Electron Laser Prize aus Japan
- 2013: Robert R. Wilson Prize[1]